# The Nutshack
The Nutshack è un cartone animato per adulti di produzione filippino-statunitense creato da Ramon Lopez e co-creato da Jesse Hernandez, e andato in onda negli Stati Uniti d'America sul canale Myx TV e nelle Filippine sul canale Myx. La serie è composta da due stagioni: la prima trasmessa nel 2007 e la seconda nel 2011.
Veniva spesso usato come base di meme per la sua scarsa qualità.

## Premessa
The Nutschack narra di due cugini: Jack e Phil, di origini filippine, che vivono in California dal loro zio, Tito Dick.

## Personaggi
- Phil Matibag: un ragazzo che abusa di marijuana.
- Jack Colero: il cugino di Phil, bravo inventore.
- Horatio: un tarsio-robot parlante.
- Tito Dick: lo zio di Phil e Jack. Ha cresciuto Phil e ama le donne.
- Chita: una ragazza barista, amica di Phil. Jack è innamorato di lei.